# Валеска, Бланка
Бланка Валеска (чеш. Blanka Waleská; 19 мая 1910[…], Чергенице, Королевство Богемия, Цислейтания, Австро-Венгрия[…] — 6 июля 1986[…], Прага[…]) — чехословацкая актриса.

## Биография
Родилась в 1910 году в Чергенице. Окончила гимназию, затем училище в Кельне, работала учительницей.
Начала выступать в танцевальной труппе, в 1930—1934 годах училась на драматическом факультете Пражской консерватории. 
Впоследствии сменила ряд авангардных и небольших сцен, играла в Государственном театре в Остраве (1936—1941), в период 1941—1944 годов работала пражском театре «Урания», после освобождения Чехословакии от нацистов — в 1944—1947 годах работала в «Театре 5-го мая».
В 1948—1976 годах — актриса Национального театра в Праге, в 1976 году вышла на пенсию, но оставалась видным членом труппы театра.
Снималась в кино, работала на телевидении и радио, работала на дубляже.
Умерла в 1986 году в Праге, урна с прахом захоронена на Кладбище Винограды.

## Награды и признание
- 1958 — Медаль «За отличную работу»
- 1960 — звание почётного члена Национального театра
- 1965 — звание Заслуженный артист Чехословакии

## Фильмография
Снялась в около 70 фильмах, в том числе:
- 1946 — 13-й участок / 13. revír — Ван, вдова китайца
- 1947 — Неделя в тихом доме / Týden v tichém domě — Матильда Еброва
- 1947 — Рассказы Чапека / Čapkovy povídky — девушка Куглера
- 1949 — Дальний путь / Daleká cesta — Хана
- 1954 — Серебряный ветер / Stříbrný vítr — Андела
- 1957 — Против всех / Proti všem — женщина из табора
- 1958 — Щенки / Štěňata — мать Оты
- 1968 — Дита Саксова / Dita Saxová — опекунша
- 1969 — Молот ведьм / Kladivo na carodejnice — графиня де Галле
- 1973 — Тайна золотого Будды / Tajemství zlatého Buddhy — баронесса
- 1975 — Мотив для убийства / Motiv pro vrazdu — Кабанова
- 1977 — Как вырвать зуб у кита / Jak vytrhnout velrybě stoličku — Карла
- 1982 — Вампир из Ферата / Upír z Feratu — бабушка Луизы